# 圣雷米 (孚日省)
圣雷米（法語：Saint-Remy，法語發音：[sɛ̃ ʁemi] ⓘ）是法国大東部大區孚日省的一个市镇，属于孚日圣迪耶区。

## 地理
圣雷米（48°20'49"N, 6°49'40"E）面积12.25 平方千米，位于法国大東部大區孚日省，该省份为法国东北部内陆省份，北起默兹省和默尔特-摩泽尔省，西接上马恩省，南至上索恩省和贝尔福地区省，东临上莱茵省和下莱茵省。
与圣雷米接壤的市镇（或旧市镇、城区）包括：埃蒂瓦勒-克莱尔方丹、让梅尼勒、农帕特利兹、圣伯努瓦拉希波特、拉萨勒。

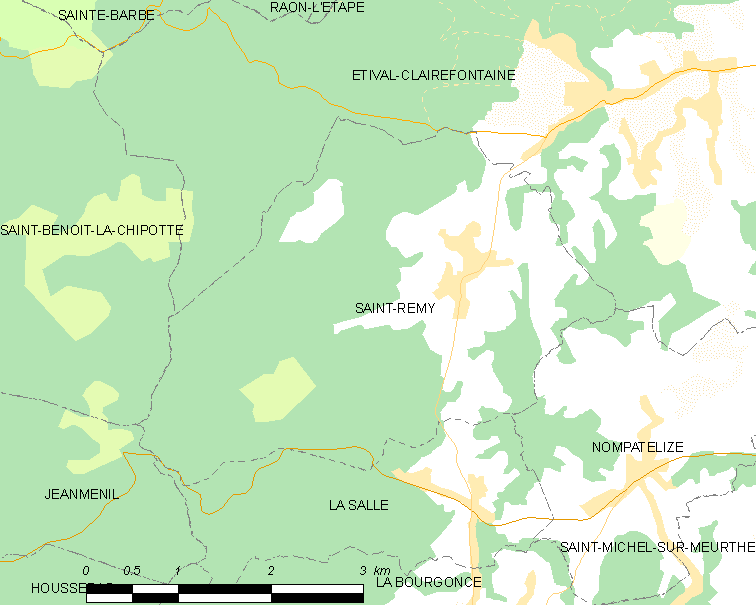
的OSM定位图

圣雷米的时区为UTC+01:00、UTC+02:00（夏令时）。

## 行政
圣雷米的邮政编码为88480，INSEE市镇编码为88435。

## 政治
圣雷米所属的省级选区为拉翁莱塔普县。

## 人口

1962-2008年间人口变化图示

圣雷米于2022年1月1日时的人口数量为519人。